# FBI: Protezione testimoni
FBI: Protezione testimoni (The Whole Nine Yards) è un film del 2000 diretto da Jonathan Lynn con Bruce Willis e Matthew Perry.

## Trama
Nicholas "Oz" Oseransky (Matthew Perry) è un dentista, che vive in Canada con l'odiosa moglie (Rosanna Arquette). Un giorno la sua vita cambia del tutto quando trasloca accanto a lui un tipo familiare (Bruce Willis), che si rivela poi essere un noto killer della famiglia dei Gogolak: Jimmy "Tulipano" Tudeski. I due diventano amici, finché la moglie di Oz decide di ricattare quest'ultimo ordinandogli di denunciare Jimmy a Janni Gogolak (Kevin Pollak) per farlo uccidere. Oz va a Chicago, non con l'idea di "vendere" Jimmy, ma solamente di passare un week-end lontano dalla moglie. Sfortunatamente viene rintracciato in albergo da un sicario dei Gogolak, Franklin "Frankie Figs" Figueroa (Michael Clarke Duncan), che lo porta da Janni. Lì, oltre a conoscere il boss, conosce anche Cynthia (Natasha Henstridge). Dopo aver passato una notte in albergo con Cynthia, Oz torna a Montreal, accompagnato da Frankie Figs. Quando i due si incontrano in albergo con Jimmy, i due malviventi si rivelano essere in combutta tra loro per uccidere Janni. Nel frattempo si era unita al gruppetto anche la segretaria di Oz Jill (Amanda Peet), che in realtà era anche lei una killer, ingaggiata tempo prima dalla moglie di Oz per farlo fuori. Quando Janni con il resto della banda giunge a Montreal con Cynthia, i tre killer decidono di mettere in atto il loro piano. Infatti, appena Janni e i sicari entrano in casa di Jimmy, vengono tutti uccisi insieme con un altro killer, ingaggiato dalla moglie di Oz sempre con lo stesso obiettivo, e questo killer si scopre essere in realtà un poliziotto sotto copertura. Essendo Oz un dentista, decidono di servirsi della sua professionalità e del suo studio per prendere i denti necessari all'identificazione del calco dentale di Jimmy e metterli nella bocca del killer di troppo, dopodiché bruciano la macchina di Oz con dentro i corpi di Janni e del killer. In questa maniera hanno modo di avere accesso all'eredità dei Gogolak, la quale sarebbe stata ottenibile con i certificati di morte di 2 persone tra Janni, Jimmy e Cynthia. Così, mentre Cynthia e Jill vanno a ritirare l'eredità, Jimmy porta Oz e Frankie a fare un giro in barca. Frankie dice a Jimmy di uccidere Oz in modo che l'eredità rimanga a loro due, ma nel finale a sorpresa Jimmy spara a Frankie invece che ad Oz. Così le due coppie che sono rimaste (Oz-Cynthia e Jimmy-Jill) decidono di sposarsi e ritirarsi altrove con i soldi dell'eredità.